# 현대 남아라비아어
현대 남아라비아어(Modern South Arabian) 또는 동부 남셈어군(Eastern South Semitic)은 주로 아라비아 반도 남부의 예멘과 오만, 그리고 소코트라섬에 거주하는 소규모 인구가 사용하는 사멸 위기의 언어군이다. 에티오피아 셈어 및 사이하드어과 함께 아프리카아시아어족 셈어파 내에서 남셈어군이라는 분파를 형성한다.

## 분류
언어연대학 기반 분류에서 알렉산드르 밀리타료프(Alexander Militarev)는 현대 남아라비아 언어를 다른 모든 셈어를 포함하는 북셈어군와 대립되는 남셈어군이라는 분파로 제안한다. 이들은 과거와 달리 고대 남아라비아어의 직계 후손으로 여겨지지 않으며 "조카" 격으로 간주된다. 같은 이름에도 불구하고 아랍어와 밀접한 관련이 없다.

## 언어
- 메흐리어(Mehri)
- 소코트리어(Soqotri)
- 셰흐리어(Shehri)
- 바트하리어(Baṭḥari)
- 하르수시어(Ḥarsusi)
- 호뵤트어(Hobyót)

## 같이 보기
- 고대 남아라비아어